# 大陸航空科技控股
中國航空工業國際控股(香港)有限公司，簡稱中國航空工業國際控股(香港)、中國航空工業國際控股，以及中國航空工業國際（英語：AVIC International Holding (HK) Limited，港交所：0232），於1991年上市，當時是以「遠東鋁質（控股）有限公司」名義上市。
其後於1999年，被中國航空技術進出口總公司（中國航空技術國際控股有限公司前身，現時為中國航空工業集團公司旗下）進行收購，更名為中國航空技術，再於2011年更改至現名
董事長為吳光權，首席執行官為季貴榮。總部位於香港。而業務在中國大陸經營航空製造業、航空技術相關産業，以及非航空業。

## 連結
- irasia.com/listco/hk/avic（页面存档备份，存于）